# 东亚岩蕨
东亚岩蕨（学名：Woodsia intermedia）为岩蕨科岩蕨属下的一个种。其种加词“intermedia”意为“中间的”。
现接受名为Woodsia subintermedia N.N.Tzvelev, 1991。